# Гребна база Пловдив
Гребната база в гр. Пловдив е спортно съоръжение, предназначено за упражняване на спорта гребане. Намира се в парк „Отдих и култура“, непосредствено до стадион Пловдив и пловдивския зоопарк. Това е най-голямата подобна база на Балканите, където могат да се провеждат състезания по гребни спортове.

## Първи канал
Проектът за гребната база е изработен през 1984 г. от „Софпроект“ и завършен през 1988 г. Представлява канал, дълъг 2,2 км, широк 120 м и дълбок 3 м. През 2011 г. е извършен ремонт на стойност 1,6 млн. лева. Обновени са хангарите на гребците, съблекалните, изгражда се нова трибуна за около 800 зрители.

## Втори канал
Първата копка на втори гребен канал е направена на 15 септември 2018 г. от президента на Международния олимпийски комитет Томас Бах, президента на Международната федерация по гребане Жан-Кристоф Ролан, кмета на Пловдив Иван Тотев, президента на Българския олимпийски комитет Стефка Костадинова и председателя на Българската федерация по гребане Свилен Нейков.
Проектът носи името екопарк „Марица“, който ще включва 656 дка залесяване, като самият канал е 105 дка. Дължината му ще бъде 2,1 км, с ширина 45 м. Дълбочината ще е 1,5 м. Двата канала ще имат четири връзки – след финала, на 300 м, на 1100 м и на старта, като междинните връзки са за състезанията по кану-каяк, при които има различни дистанции. Предвиждат се още водни атракциони и 37 дка езеро с островчета за гнездене на редки и защитени птици.

## „Велоалея – Гребен канал“
На 7 август 2013 г. е открита велоалея от двете страни на гребния канал. Тя е дълга 5 км. За хоризонталната пътна маркировка е използван полимер пластик.

## Водоснабдяване
Основното зареждане на Гребния канал става чрез преработени водни обеми от ВЕЦ Кричим. Чрез водохващане, изградено на изтичалото на централата, водата се отвежда до река Първенецка чрез съоръжения на „Напоителни системи“ и чрез водохващане изградено на река Първенецка до канала. Водовземането се осъществява чрез дънен праг. Бреговете на реката в този участък са укрепени с подпорни стени. Самото водовземане е с правоъгълен отвор, на който има монтирана решетка. С покрит канал водата достига до регулираща шахта, в която има монтирани две запорни врати – едната към вододовеждащия канал, другата към реката.

## Значими състезания
- Балканско първенство по гребане – 1993
- Балканско първенство по гребане – 1998
- Световно първенство по гребане за юноши и девойки – 1999 г.
- Балканско първенство по гребане – 2007
- Европейско първенство по гребане за мъже и жени – 2011 г.
- Световно първенство по гребане за юноши и девойки и неолимпийски дисциплини за мъже и жени – 2012 г.
- Световно първенство по гребане за мъже и жени – 2012 г.
- Световно първенство по гребане за младежи и девойки до 23 години – 2015 г.
- Световно първенство по гребане за младежи и девойки до 23 години – 2017 г.
- Световно първенство по гребане за мъже и жени – 2018 г.
- Световно първенство по гребане за юноши и девойки - 2021 г. [5]
- Световно първенство по гребане за младежи до 23 години - 2023 г.[6]

## Галерия
- Гребната база от птичи поглед
- Мостът на гребната база
- Мостът, погледнат от долу
- Кеят на първи канал